# Liste des titres musicaux numéro un en Autriche en 1970
Cette page liste les titres numéro un dans les meilleures ventes de disques en Autriche pour l'année 1970.

## Classement des singles
| №  | Date         | Artiste                      | Titre                    |
| -- | ------------ | ---------------------------- | ------------------------ |
| 1  | 15 janvier   | Leapy Lee                    | Little Arrows            |
| 2  | 15 février   | Leapy Lee                    | Little Arrows            |
| 3  | 15 mars      | Adamo                        | Ein kleines Glück        |
| 4  | 15 avril     | Adamo                        | Ein kleines Glück        |
| 5  | 15 mai       | The Beatles                  | Let It Be                |
| 6  | 15 juin      | Soulful Dynamics (en)        | Mademoiselle Ninette     |
| 7  | 15 juillet   | Simon and Garfunkel          | El cóndor pasa           |
| 8  | 15 août      | Simon and Garfunkel          | El cóndor pasa           |
| 9  | 15 septembre | Mungo Jerry                  | In the Summertime        |
| 10 | 15 octobre   | Creedence Clearwater Revival | Lookin' Out My Back Door |
| 11 | 15 novembre  | Miguel Ríos                  | A Song of Joy            |
| 12 | 15 décembre  | Wolfgang                     | Abraham                  |

## Classement des albums
| №  | Date         | Artiste             | Titre                      |
| -- | ------------ | ------------------- | -------------------------- |
| 3  | 15 mars      | Led Zeppelin        | Led Zeppelin II            |
| 4  | 15 avril     | Led Zeppelin        | Led Zeppelin II            |
| 5  | 15 mai       | Simon and Garfunkel | Bridge over Troubled Water |
| 6  | 15 juin      | Simon and Garfunkel | Bridge over Troubled Water |
| 7  | 15 juillet   | Simon and Garfunkel | Bridge over Troubled Water |
| 8  | 15 août      | Simon and Garfunkel | Bridge over Troubled Water |
| 9  | 15 septembre | Simon and Garfunkel | Bridge over Troubled Water |
| 10 | 15 octobre   | Simon and Garfunkel | Bridge over Troubled Water |
| 11 | 15 novembre  | Deep Purple         | Deep Purple in Rock        |
| 12 | 15 décembre  | Udo Jürgens         | Udo '71                    |